# Nova Gradiška
Nova Gradiška je grad u Hrvatskoj u Brodsko-posavskoj županiji.

## Gradska naselja
Novoj Gradiški teritorijalno pripadaju 4 naselja, to su: Kovačevac, Nova Gradiška, Ljupina i Prvča

## Zemljopis
Nova Gradiška je smještena u zapadnoj Slavoniji. Uz Slavonski Brod, jedan je od dva grada u Brodsko-posavskoj županiji. Nalazi se uz vrlo važne prometnice: autocestu A3 i željezničku prugu Zagreb – Vinkovci, te je i u dodiru sa starom krajiškom cestom ("Starom cestom"). Kroz grad prolazi i državna cesta prema Požegi i Našicama. 

### Klima
Novogradiški kraj resi umjerena kontinentalna klima, koja je značajno modificirana utjecajima gorskog masiva Psunja, pa donekle i Babje gore. Hod temperatura, padalina, kao i drugih elemenata vremena (insolacija, magle, mrazevi, ruža vjetrova) ukazuje na kontinentalnost, koja je karakteristična za prijelazno panonsko područje – od središnje Panonske nizine prema južnom peripanonskom području. To znači da su zime u pravilu razmjerno oštre, a ljeta vruća.
Prosječne su temperature razmjerno ugodne, srednja godišnja temperatura iznosi između 10,5 i 11 °C. Prosječna je temperatura srpnja između 20 i 21, odnosno siječnja između -0,5 °C i 1 °C. To pak znači da godišnja amplituda prosječnih temperaturnih vrijednosti iznosi nevelikih 21 do 22 stupnja. Međutim, stvarni hod vremena obilježavaju ekstremi, odnosno kretanje apsolutnih vrijednosti temperatura. U Novoj Gradiški je tako u srpnju izmjerena temperatura i viša od 37, a u siječnju (odnosno veljači) niža od -23 Celzijeva stupnja. To znači da se godišnja temperaturna amplituda popne nekih godina i do 60 stupnjeva! U takvim uvjetima, ipak kontinentalnim, vegetacijsko razdoblje traje od druge polovice ožujka do prve polovice studenoga, te uz razmjerno povoljan godišnji raspored padalina omogućava uzgoj velikog broja ratarskih i voćarskih kultura.
Ovdje prosječno godišnje padne između 813 i 820 milimetara padalina, a dakako ima i znatnih odstupanja u nekim godinama. Tako je već bilo sušnih godina s manje od 600, ili kišnih godina s više od 1100 milimetara padalina. Ovdje osobito valja spomenuti da okolni gorski reljef na sjeveru značajno modificira količine padalina, jer masiv Psunja zaustavlja oblake i prima više kiša i snijega. Prosječno na Psunju padne godišnje nešto više od 1200 mm, a južna prigorja prema Novoj Gradiški i Cerniku primaju više padalina, nego li niski poloj u nizini Save. U prosjeku najviše padalina padne u kasno proljeće i rano ljeto (primarni lipanjski maksimum), te krajem godine (sekundarni prosinački maksimum). Takav godišnji hod padalina pogoduje poljoprivrednom iskorištavanju.
Magle su dosta česta pojava u ovom tipu klime, pogotovo u zimskoj polovici godine. Dakako, one su karakteristične za niski savski poloj, te donekle za disecirane potočne udoline u prigorju. Mraz je redovita pojava, te njegovo kašnjenje u proljeće može nanijeti velike štete u voćarstvu i ratarstvu. Vjetrovi koji ovdje pušu nemaju svog zasebnog imena, a prevladavaju zračne struje iz zapadnog i sjeverozapadnog kvadranta.

## Stanovništvo
Nova Gradiška, po popisu stanovništva iz 2011.godine ima 14 229 stanovnika od čega 12 573 u samome gradu, najveća nacionalna manjina su Srbi. 
| broj stanovnika | 3039  | 3756  | 4265  | 4611  | 5369  | 6390  | 6246  | 7110  | 8808  | 10181 | 12081 | 14581 | 16351 | 17071 | 15833 | 14229 | 11690 |
|                 | 1857. | 1869. | 1880. | 1890. | 1900. | 1910. | 1921. | 1931. | 1948. | 1953. | 1961. | 1971. | 1981. | 1991. | 2001. | 2011. | 2021. |

| broj stanovnika | 1852  | 2529  | 3000  | 3045  | 3592  | 4275  | 4279  | 4905  | 6340  | 7548  | 9229  | 11580 | 13293 | 14044 | 13264 | 11821 | 9820  |
|                 | 1857. | 1869. | 1880. | 1890. | 1900. | 1910. | 1921. | 1931. | 1948. | 1953. | 1961. | 1971. | 1981. | 1991. | 2001. | 2011. | 2021. |

## Povijest
Nova Gradiška se naziva i Najmlađi hrvatski grad. 
Grad Nova Gradiška utemeljen je 1748. godine kao Friedrichsdorf ili Újgradiska. Nastao je i izrastao u okrilju Vojne krajine. Već 1754. godine počinje gradnja prve zidane zgrade – crkve sv. Terezije, koja po svojim graditeljskim karakteristikama pripada značajnijim spomenicima sakralnog graditeljstva kasnog baroka u Slavoniji. Staru urbanu jezgru čine: crkva sv. Terezije, stari sud i zatvor iz 18. stoljeća, te župna crkva Bezgrješnog začeća Blažene Djevice Marije s početka 19. stoljeća.
U vrijeme velikosrpske pobune i agresije na Hrvatsku, Nova Gradiška se našla u blizini crte bojišnice. 6. rujna 1991. hrvatske su obrambene snage odbile neprijateljski napad na ovaj grad. Uspjesi hrvatskih snaga u obrani izazivaju rekaciju JNA. Iz vojarne u Banjoj Luci u Bosansku Gradišku dolazi 56 tenkova, te kolone vojnih vozila s rezervistima. U većem broju dolaze četnici iz Srbije, pripadnici "Belih Orlova", dok je srpska propaganda poticala dragovoljce na dolazak.
Sigurnost ovog gradića u smislu ostanka pod nadzorom hrvatske vlasti nije bila sigurna niti nakon stabiliziranja bojišnice i međunarodnog priznanja Republike Hrvatske od strane zemalja Europske zajednice. Pored topničkih napada, 6. veljače 1992. velikosrbi su poduzeli i pješački napad kojeg su hrvatske postrojbe odbile.

## Gospodarstvo
U Novoj Gradiški je prisutna drvna, tekstilna, prehrambena i metalna industrija kao i privatno poduzetništvo. Kako je stanje dugo bilo izuzetno teško i kako bi se povećao opseg gospodarstva, pokrenuta je inicijativa za industrijski park koji je se u međuvremenu pretvorio u uspješnog igrača u privlačenju investicija; kako domaćih, tako i inozemnih.

## Spomenici i znamenitosti
- Crkva Bezgriješnog začeća Blažene Djevice Marije
- Samostan Cernik

## Obrazovanje
- Dječji vrtić "Radost"
- Dječji vrtić "Maslačak"

- OŠ "Mato Lovrak"
- OŠ "Ljudevit Gaj"

- Opća Gimnazija
- Elektrotehnička i ekonomska škola
- Industrijsko-obrtnička škola
- Studij sestrinstva (podružnica Medicinskog fakulteta J.J.Strossmayera u Osijeku)

## Kultura
- Knjižnica
- Muzej
- Likovna galerija
- Dom kulture
- Društveni dom Nova Gradiška

## Sport
- NK Sloga Nova Gradiška
- Ženski rukometni klub "Slavonka"
- Muški rukometni klub "Nova Gradiška"
- Ženski nogometni klub "Ježice" Ljupina
- Malonogometni klub "Ljupina" Ljupina
- Taekwondo klub "Vukovi"
- Karate klub "Nova Gradiška"
- Košarkaški klub "Strmac" Nova Gradiška -A2 liga istok
- Športska Udruga gluhih Nova Gradiška
- Ženski odbojkaški klub Nova Gradiška
- Hrvatski malonogometni klub Nova Gradiška
- Stolnoteniski klub "Strmac" Nova Gradiška
- Disk golf klub "Flying disc" klub Nova Gradiška
- Kuglački klub "Nova Gradiška"
- Tenis klub Nova Gradiška

## Promet
Nova Gradiška se nalazi blizu autoceste Zagreb-Lipovac. Također se nalazi kraj važnog međunarodnog elektrificiranog željezničkog koridora Zagreb-Tovarnik. Ova željeznička magistrala paneuropski željeznički koridor X i autocesta paneuropski cestovni koridor X omogućuju veliku mobilnost u regiji i međunarodno. Nova Gradiška je bitna veza između Bosanske i Brodske Posavine s Hrvatskom. Granični prijelaz s BiH se nalazi nekoliko kilometara dalje, u Staroj Gradiški. Također, preko Požege, Nova Gradiška povezuje jug i sjever Slavonije.

## Turizam
Turizam se u Novoj Gradiški počeo vrlo rano razvijati. 1892. godine osnovano je Društvo za poljepšanje mjesta koje od 1930. godine nosi naziv Turističko društvo. Njegovu tradiciju danas nastavlja Turistička zajednica grada koja je organizator ili suorganizator niza manifestacija te time nastavlja razvoj turizma na novogradiškom području. Neke od značajnijih su: pokladne svečanosti, izložba cvijeća, međužupanijska smotra folklora, smotra tradicijskih puhačkih instrumenata, "Novogradiško glazbeno ljeto", susreti oldtimera međudržavne i državne razine, fišijada, izložba gljiva, organizirani doček Nove Godine na glavnom gradskom trgu. Od športskih manifestacija ističu se na državnoj razini motoristički susreti "Strmac". Grad svojim gostima nudi i različite športske sadržaje, a ljeti osvježenje na gradskim bazenima.
Zahvaljujući svom smještaju i prirodnim ljepotama, novogradiški kraj ima sve uvjete za razvoj turizma. Prometnice čine grad vrlo pristupačnim, a privlačna okolica od šumovitih padina Psunja do mirne posavske ravnice daje mogućnost za razvitak različitih oblika turizma.

## Gradovi prijatelji
- Herzogenaurach, Njemačka[7]

## Poznate osobe
- Tomislav Dretar
- Ivica Olić
- Zoran Malkoč
- Ferdo Becić
- Ivan Bartolović
- Goran Vlaović
- Milan Rapaić
- Adam Mandrović
- Aleksandar Bakal
- Tomislav Ketig
- Ivan Krajačić
- Stjepan Dragomanović
- Ante Kušurin
- Oleg Tomić
- Marijana Zovko
- Tito Bilopavlović
- Pavle Primorac
- Krsto Cviić
- Đuro Horvatović
- Martin Matošević
- Josip Senić
- Ivo Štivičić
- Zlatko Špehar
- Paulina Hermann
- Mia Pojatina
- Ivan Slišurić
- Dino Mikanović
- Karlo Lulić
- Slavko Brill
- Egon Berger
- Josip Pliverić
- Viki Ivanović
- Barbara Dautović
- Dado Topić
- Josip Freudenreich

## Vanjske poveznice
- Službena stranica Nove Gradiške
- Turistička zajednica grada Nova Gradiška